# Candy Film
Candy Film er et dansk filmselskab (1969 - 2001), der producerede og distribuerede pornofilm. 
Selskabet blev grundlagt af Peter Theander og Jens Theander   og var banebrydende med pornofilm, der blev afsluttet med en scene, hvor manden ejakulerede over kvindens ansigt. I begyndelsen af produktionerne, varede hver film kun tre minutter, men midt i 1970'erne var spilletiden typisk forlænget til 15 minutter. 
En film med den amerikanske pornoskuespiller John Holmes indspillet i 1976, blev en stor succes for selskabet. 
I 1986 trak Jens Theander sig ud af selskabet, der fremover kun blev fortsat med import af udenlandske film og danske genudgivelser.

## Kontroverser
I starten af firmaets historie producerede og distribuerede Candy Film også børneporno, før det blev forbudt ved lov i 1980.